# ماریون ریمرز
ماریون رنه ریمرز توشه (متولد ۲ اوت ۱۹۸۵) یک روزنامه‌نگار ورزشی، مفسر و مجری تلویزیونی مکزیکی می‌باشد. ماریون در حال حاضر با تی ان تی ورزش مکزیک قرارداد دارد. وی بیشتر بدلیل حضورش در فاکس اسپورت مکزیک و فاکس دیپورتز نام برده می‌شود، مکانی که ماریون در برنامه خبری ورزشی شبانه فاکس مرکزی از سال ۲۰۰۸تا ۲۰۲۱گویندگی کرد. او همچنین یکی از بنیانگذاران و رئیس سازمان غیرانتفاعی و غیردولتی ورسوس می‌باشد.

## دوران جوانی و تحصیل
ماریون رنه ریمرز توشه در تاریخ ۲ اوت ۱۹۸۵ در مکزیکوسیتی متولدشد. وی آلمانی الاصل می‌باشد. ماریون در سنین ۴ سالگی به ورزش‌هایی مثل شنا، تنیس، فوتبال و دو و میدانی پرداخته و قهرمان کشور کاراته بوده‌است. او تاریخ هنر و عکاسی را در فلورانس ایتالیا تحصیل کرد، ولی بعداً تصمیم گرفت در رشته ارتباطات در تکنولوژیکو د مونتری تحصیل نمود، جایی که در سال ۲۰۱۰ فارغ‌التحصیل شد.
در سال ۲۰۱۴، ماریون مدرک کارشناسی ارشد روزنامه‌نگاری را از دانشگاه تورکواتو دی تلا با همکاری روزنامه ملت کسب نمود.

## حرفه
ماریون در سال ۲۰۰۶کار وی را به اسم ویراستار برایمخروط شمالی فاکس اسپورت آمریکای لاتین شروع نمود. در سال ۲۰۰۷ او کار پخش خود را ابتدا به عنوان گزارشگر و بعدها به نام مجری پایان هفته خاطرات ورزشی فاکس شروع نمود. در سال ۲۰۰۸ او مجری اصلی برنامه خبری ورزشی روباه مرکزی شد که در آمریکای لاتین درفاکس اسپورت و در ایالات متحده در فاکس اسپورت پخش می‌شود. او رویدادهای متعددی از جمله بازی‌های المپیک ۲۰۱۲ و ۲۰۱۶، جام جهانی فوتبال در سال‌های ۲۰۱۰، ۲۰۱۴ و ۲۰۱۸، لیگ قهرمانان اروپا در سال‌های ۲۰۱۵، ۲۰۱۶ و ۲۰۱۹ و کوپا لیبرتادورس را پوشش داده‌است.
وقتی که لیگ در ژوئیه ۲۰۱۷ راه اندازی شد، ماریون شروع به فراخوانی مسابقه هایلیگ ام ایکس زنان در فاکس اسپورت ۲ در مکزیک به عنوان تحلیلگر مسابقات و تفسیر کرد. او در ژوئیه ۲۰۱۹مفسر اصلی بازی به بازی شد. او همچنین مفسر بازی به بازی ۴مسابقه مردان بوندسلیگا آلمان در فاکس اسپورت مکزیک و فاکس اسپورت آمریکای مرکزی در ماه مه تا ژوئن ۲۰۲۰ بود، وقتی که بوندسلیگا بعداز یک وقفه ۲ماهه به دلیل همه‌گیری کووید-۱۹ بازی را از سر گرفت.
ماریون به نام مفسر بازی به بازی، پخش هر مسابقه فوتبال را در شروع نیمه نخست با فاز مهم خود آغاز می‌نماید"با این امتیاز که همیشه نزدیک توپ باشم." (به معنای "با داشتن امتیاز همیشه نزدیک به توپ.")
در تاریخ ۱ ژوئن ۲۰۱۹، ماریون نخستین زن اسپانیایی اصل بود که فینال لیگ قهرمانان اروپا را پخش نمود، جایی که او تحلیلگر مسابقات و مفسر در برنامه‌های فاکس اسپورت مکزیک و فاکس اسپورت آمریکا مرکزی بود.
در تاریخ ۴ اوت ۲۰۲۱، ماریون اعلام نمود که بعد از ۱۵سال فاکس اسپورت مکزیک را ترک نموده تا به تی ان تیاسپورت مکزیک برود، جایی که او به پخش مسابقات و فینال لیگ قهرمانان اروپا ادامه خواهد داد.
انتظار می‌رفت ورزش تلموندو ماریون را به اسم مفسر شماره ۴ بازی به‌بازی خود (نارادورا) برای پوشش مسابقه‌های جام جهانی فوتبال مردان قطر ۲۰۲۲ برای بازار تلویزیون اسپانیایی زبان (اسپانیایی) ایالات متحده معرفی نماید. انتظار می‌رفت ماریون با جرالدین کاراسکورو، روزنامه‌نگار ورزشی ونزوئلا، که به اسم قرضی از بوئنوس آیرس، شرکت‌های تولید رسانه‌های ورزشی در آرژانتین، گروه پی ای جی سی ای و اسپانیا سر، حضور داشته باشد، نخستین تیم پخش کننده کل زنانه را تشکیل دهند که جام جهانی مردان را فراخوانی می‌نماید. مسابقات در تلویزیون اسپانیایی زبان ایالات متحده. ماریون و کاراسکورو هر دو بازی‌های جام جهانی مردان را در محل در قطر تفسیر خواهند نمود.

## زندگی شخصی
در سال ۲۰۱۲، ریمرز به نام جزعی از تبادل شغلی با شرکت مخروط جنوبی فاکس اسپورت آمریکای لاتین در حالی که برای مدرک کارشناسی ارشد خود تحصیل می‌نمود، به بوئنوس آیرس، آرژانتین مهاجرت کرد. ماریون به زبان‌های اسپانیایی، انگلیسی، آلمانی و ایتالیایی تسلط کامل دارد. سرگرمی‌های او شامل خواندن، عکاسی و موسیقی است.
ریمرز استاد روزنامه‌نگاری در تکنولوژیکو دمونتری در مکزیکوسیتی می‌باشد.
ماریون به نام عضوی از جامعه ال جی بی تی می‌شود. او با دانشمند و مجری برنامه، لئونورا میلان رابطه دارد.